# Robert de Vere, XIX conte di Oxford
Robert de Vere, XIX conte di Oxford (dopo il 23 agosto 1575 – 7 agosto 1632), era cugino di secondo grado di Henry de Vere, XVIII conte di Oxford e figlio di Hugh de Vere e Eleanor Walsh.

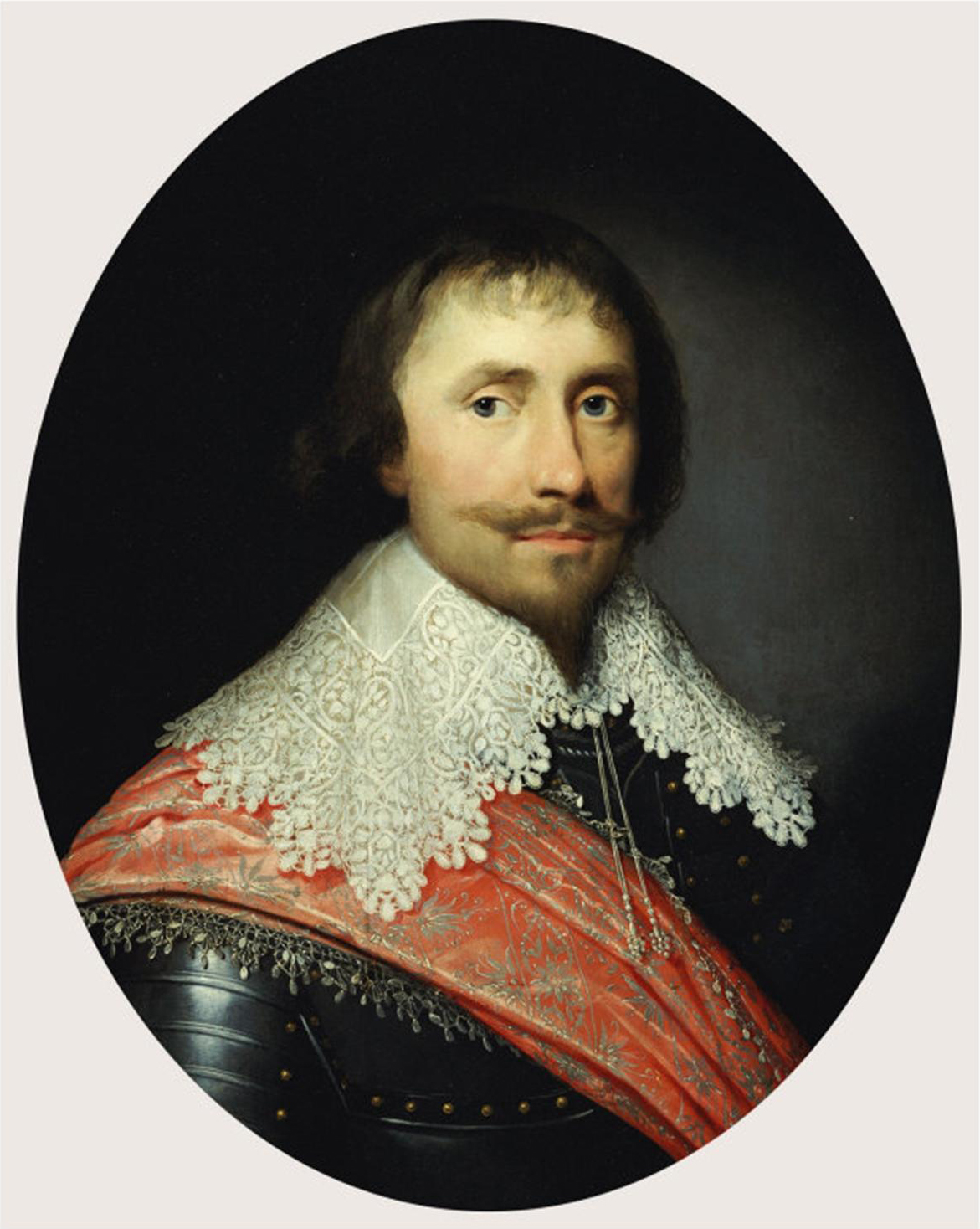
Robert de Vere dipinto da Cornelis Johnson, 1629.

Quando Henry morì tra il 2 ed il 9 giugno 1625 Robert risultò l'erede apparente del titolo poiché era discendente da John de Vere, XV conte di Oxford, ma questo fu riconosciuto dopo un lungo dibattito alla Camera dei Lord nell'aprile 1626.
Dopo questo tornò nella sua casa nei Paesi Bassi,dove fece carriera come soldato nell'Armata Olandese. Sposò Beatrice, or Bauck, figlia del nobile Seck van Hemmema. Nel 1632 morì prendendo parte all'Assedio di Maastricht ed il suo titolo passò al figlio Aubrey.